# سبزان (مقاطعة فارياب)
سبزان (بالفارسية: سبزان) هي قرية تقع في البلدة المركزية في إيران. يقدر عدد سكانها بـ 236 نسمة بحسب إحصاء 2016.